# Campeonato Mundial de Ciclismo en Pista de 1909

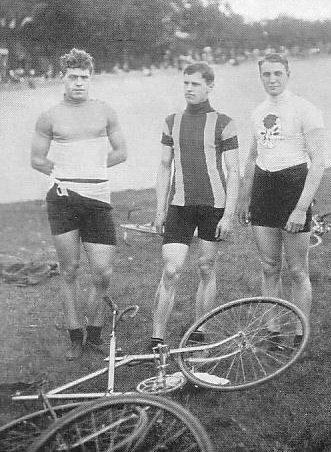
Maurice Schilles, Karl Neumer, William Bailey

El XVII Campeonato Mundial de Ciclismo en Pista se celebró en Copenhague (Dinamarca) entre el 14 y el 23 de agosto de 1909 bajo la organización de la Unión Ciclista Internacional (UCI) y la Federación Danesa de Ciclismo.
Las competiciones se realizaron en el Velódromo de Ordrup de la capital danesa. En total se disputaron 4 pruebas, 2 para ciclistas profesionales y 2 para ciclistas aficionados o amateur.

## Medallistas

### Profesional
| Evento      | Oro                    | Plata                   | Bronce                    |
| ----------- | ---------------------- | ----------------------- | ------------------------- |
| Velocidad   | Victor Dupré Francia   | Gabriel Poulain Francia | Walter Rütt Alemania      |
| Medio fondo | Georges Parent Francia | Louis Darragon Francia  | Nat Butler Estados Unidos |

### Amateur
| Evento      | Oro                          | Plata                 | Bronce                   |
| ----------- | ---------------------------- | --------------------- | ------------------------ |
| Velocidad   | William Bailey Reino Unido   | Karl Neumer Alemania  | Maurice Schilles Francia |
| Medio fondo | Leonard Meredith Reino Unido | Maurice Cuzin Francia | Georges Patou · Bélgica  |

## Medallero
| Núm. | País           | Oro | Plata | Bronce | Total |
| ---- | -------------- | --- | ----- | ------ | ----- |
| 1    | Francia        | 2   | 3     | 1      | 6     |
| 2    | Reino Unido    | 2   | 0     | 0      | 2     |
| 3    | Alemania       | 0   | 1     | 1      | 2     |
| 4    | Bélgica        | 0   | 0     | 1      | 1     |
| 4    | Estados Unidos | 0   | 0     | 1      | 1     |
|      | TOTAL          | 4   | 4     | 4      | 12    |